# 磯岡正明
磯岡 正明（いそおか まさあき、1983年3月21日 - ）は、日本の元ラグビー選手。 

## プロフィール
- 福岡県出身。
- ポジションはナンバーエイト(No8)。
- 身長 187cm、体重 97kg
- ニックネームは『マサ』
- リコーブラックラムズに所属した磯岡和則は実兄。

## 経歴
東福岡高を経て法政大学入学。
大学では大型のサイズと突破力を活かして№8で活躍した。
2002年にU19日本代表としてイタリアへ遠征。
U21日本代表としても2002年に南アフリカに、2003年にイングランドに遠征している。
2004年には法大のリーグ戦優勝に貢献した。
大学卒業後はNECグリーンロケッツに入団。2011年に現役を引退した。